# 刘晓彤 (排球运动员)
刘晓彤（1990年2月16日—），吉林延边人，前中国女子排球運動員，身高1.87米。2021年退役，现任北京女子排球队领队。
2008年毕业于北京一零一中学，2013年入选郎平执教的中国女排，参加了2013年国际女排精英赛，2014年瑞士女排精英赛、世界女排大奖赛等赛事。2014年世界女子排球錦標賽获得亚军，2016年夏季奧林匹克運動會女子排球比賽获得冠军。

## 獎項

### 個人榮譽
- 2014年世界女排大奖赛：最佳主攻

### 國家隊
- 2014年世界女子排球錦標賽： - 銀牌
- 2015年世界盃女子排球賽： - 金牌
- 2016年夏季奧林匹克運動會女子排球比賽： - 金牌
- 2017年女排大冠軍盃： - 金牌
- 2018年女排國家聯賽： - 銅牌
- 2018年亞洲運動會排球比賽： - 金牌
- 2018年世界女排锦标赛： - 銅牌
- 2019年世界盃女子排球賽： - 金牌

### 俱樂部
- 2012-2013赛季 中国女子排球联赛：第四名（北京汽車女排）
- 2017-2018赛季 中国女子排球联赛：第一名（天津渤海銀行女排 (二次轉會)）
- 2018-2019赛季 中国女子排球联赛：第一名（北京汽车女排）
- 2019-2020赛季 中国女子排球联赛：第三名（北京汽车女排）